# Puente de Mantible
El puente Mantible o de Assa está situado sobre el río Ebro, entre el barrio de El Cortijo del municipio riojano de Logroño y la localidad alavesa de Assa, perteneciente al municipio de Lanciego en la comarca de Cuadrilla de Laguardia-Rioja Alavesa, en España.
Señalado como romano por algunos autores, se ha revisado y determinado que no se aprecian características de construcción de la época romana ni está cerca de antiguas vías romanas. De los seis arcos que conformaban el puente original solo quedaban dos en pie en los primeros años del siglo XXI. En 2020 una crecida del río Ebro derribó el arco situado en la orilla izquierda, este arco fue reconstruido en 2024.
Formó parte del camino medieval que unían las entonces dos principales ciudades del reino de Pamplona-Nájera, Pamplona y Nájera, promovido por el rey Sancho Garcés III de Pamplona, apodado el Mayor, y presenta una estructura similar al puente de Puente la Reina levantado en las mismas fechas y que se ubica en el mismo camino formando parte de la nueva ruta del Camino de Santiago promocionado en esas fechas cruzando todo el territorio del reino.
Conocido como "puente de Assa" por encontrarse en esta localidad, se le empezó a denominar "Mantible" en el siglo XIX en relación con el puente de Alconétar sobre el río Tajo en la Vía de la Plata. En algunos mapas antiguos aparece denominado como "acueducto en ruinas".

## Descripción
Tiene una longitud de 164 metros, con una anchura de 5 y con una altura máxima de 30 metros. Estaba formado por seis arcos de medio punto (hasta un estudio realizado en 2018 por el arquitecto Manuel Fortea de la empresa Vault Zafra destinado a determinar su estado de conservación, se creía que había tenido siete) de los cuales solo queda en pie un arco, el de la orilla alavesa, de los dos que existían cuando se realizó el estudio, y hay escasos restos de los pilares restantes. En el arco que aún se mantiene en pie se puede observar la excelente piedra de cantería que se empleó en su construcción.
Su construcción se dató erróneamente como de la primera mitad del siglo II en plena época imperial romana y fue catalogado como tal, aunque en estudios recientes se sitúa el origen de su construcción en el siglo XI, catalogándolo como puente románico sobre la base de su gran similitud al puente navarro de Puente la Reina sobre el río Arga correspondiente también al siglo XI y ambos habrían sido construidos para unir las dos ciudades más importantes del reino de Nájera-Pamplona, es decir, Nájera y Pamplona. Se desconoce la fecha en la que dejó de estar operativo aunque está documentado que para mediados del siglo XVI ya no daba servicio.
Sancho III el Mayor promocionó el camino entre Pamplona y Nájera como parte del Camino de Santiago. Tras su deterioro y la construcción del puente de Logroño en 1095 el Camino de Santiago se desvió hacia esa vía.
El puente de Mantible fue declarado monumento histórico-artístico, de carácter nacional, en 1983.Por tanto, es Bien de Interés Cultural con categoría de Monumento.

## Localización
Este puente se encuentra enclavado en la divisoria de las provincias de La Rioja y Álava y es atravesado por el río Ebro en un gran meandro en el entorno del desplobado de Assa en la comarca de Cuadrilla de Laguardia-Rioja Alavesa, cerca del Castillo de Assa y del barrio de Laserna. 

## Características estructurales

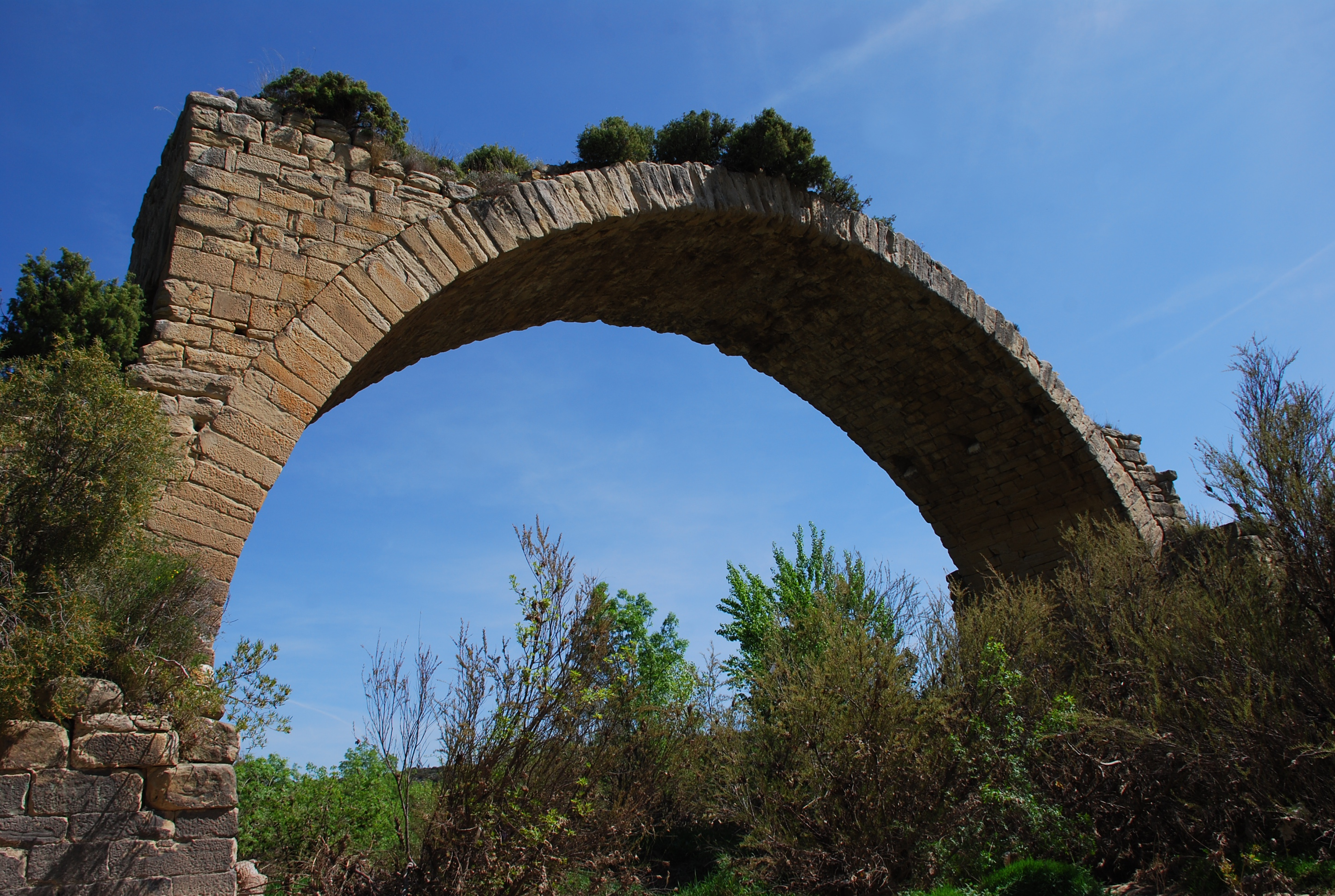
Arco del puente en la orilla alavesa.

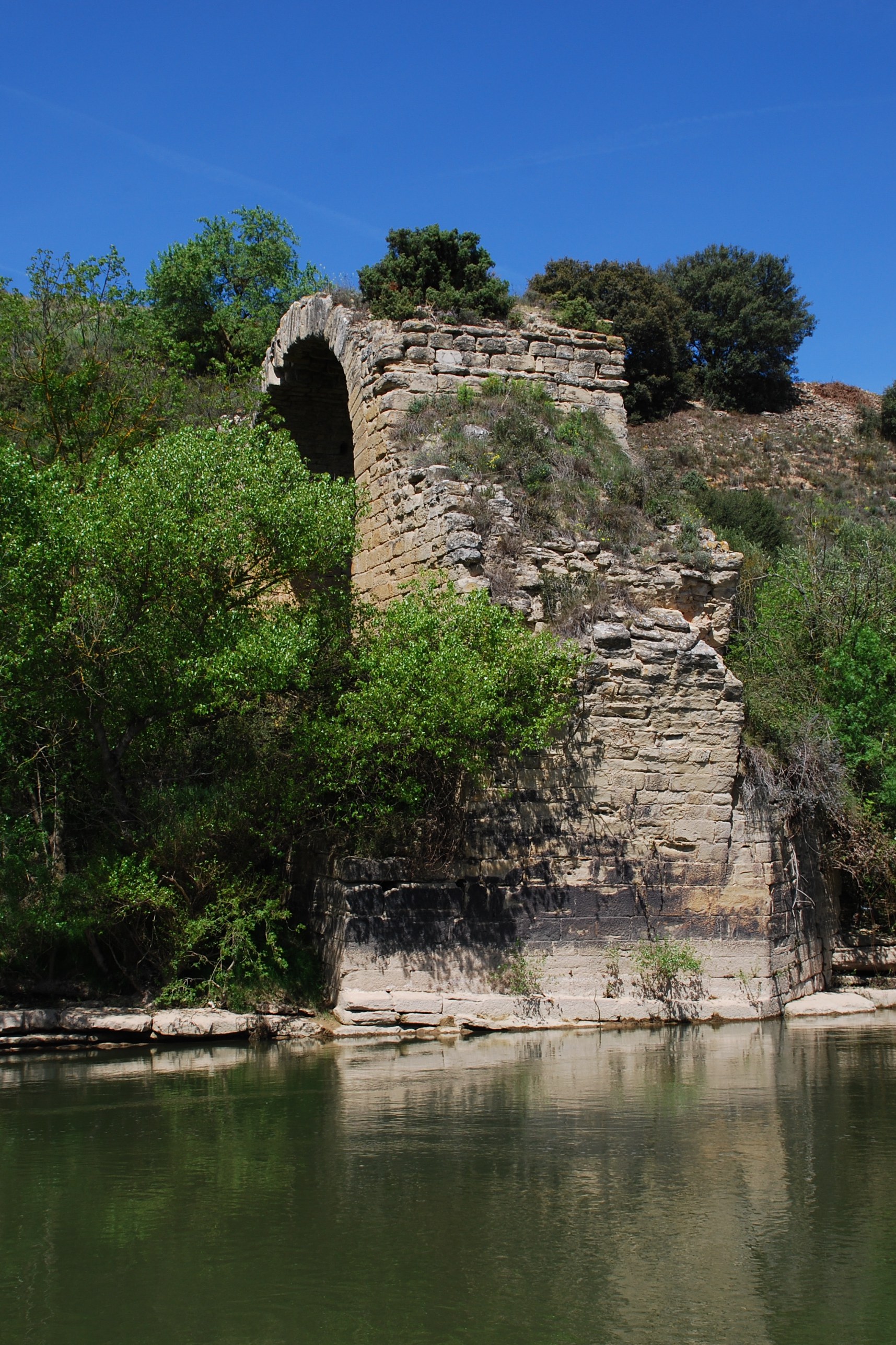
Arco del puente en la orilla riojana.

En cuanto a sus características, Manuel A. Martín Bueno y José Gabriel Moya Valgañón tras un estudio detallado del terreno donde se encuentran los restos del puente, llegan a la conclusión de que este puente constaba de siete arcos de medio punto, sustentado por seis pilares rectangulares con espolones y tajamares, más los dos accesos sobre el terreno en las orillas. Aunque otro posterior realizado en 2018 por Manuel Fortea de la empresa Vault Zafra determinó que su estructura estaba conformada por seis arcos de medio punto.
Al hablar de su altura, nos encontramos con que el puente Mantible no presenta una altura uniforme y un tablero horizontal, sino un tablero inclinado que permitía salvar el problema de la diferente cota de las orillas, la izquierda más baja que la derecha, y hacía que los arcos tuvieran diferentes alturas y luz. Los arcos se apoyaban en pilas, a excepción del primero que lo hacía en un estribo en la orilla izquierda, las cuales tenían un hueco en la parte superior. En condiciones normales del río, el agua pasaba bajo el segundo arco, mientras que en condiciones extremas ocupaba los seis ojos.
A principios del siglo XXI se conservan solo el arco de la margen izquierda y el de la margen derecha del río. El de la margen izquierda, el situado en Álava, tiene una luz de 20,40 metros y una altura libre de paso de 11,90 metros. El de la derecha, situado en La Rioja, tiene una luz de 10,20 metros y una altura libre de paso de 10,20 metros. Este arco, el denominado "primero" compartía estribo con el "segundo", el arco central, ya desaparecido debido, probablemente, a una voladura intencionada que causó daños en el estribo (sufrió un giro de unos 6 o 7.º y un desgarro vertical aproximadamente por el eje). En 2019 se proyecta realizar obras de consolidación y posterior monitoreado, tanto del pilar dañado como en el entorno de la clave del primer arco.
El 24 de enero de 2021 el arco de la margen derecha, el situado en la orilla riojana, se derrumba en el transcurso de una crecida del caudal del Ebro. En el momento del incidente Corporación municipal de Logroño había iniciado la licitación de las obras de consolidación.

## Datación
Manuel Antonio Martín Bueno y José Gabriel Moya Valgañón, al igual que otros autores, catalogan este puente como puente romano, y lo sitúan en torno al siglo II d. C. Sin embargo, hoy en día sabemos que esto no es cierto. Isaac Moreno Gallo, utilizando el método de Manuel Durán de comparación de la técnica constructiva, y tras comparar las características estructurales de este puente con el de Puente la Reina sobre el río Arga, en Navarra, llega a la conclusión de que se trata de un puente de factura medieval. Ambos puentes fueron construidos en el siglo XI para unir dos ciudades principales, sedes reales, del poderoso reino de Pamplona, y es muy posible que sus fábricas fuesen obra de las mismas personas.